# Gaggenau Hausgeräte
Gaggenau Hausgeräte GmbH (niem. „Sprzęt Domowy Gaggenau”) – niemiecki producent luksusowych urządzeń gospodarstwa domowego. Firma została założona w 1683 roku jako Eisenwerke Gaggenau AG w regionie Schwarzwald w południowo-zachodnich Niemczech przez niemieckiego arystokratę Ludwika Wilhelma, margrabiego Baden-Baden. Jej początki sięgają metalurgii ekstrakcyjnej, wytapiania metali z rud oraz produkcji młotków i gwoździ w kuźni. W okresie rewolucji przemysłowej firma, pod kierownictwem Michaela Flürscheima, przekształciła się z produkcji gwoździ na wytwarzanie maszyn rolniczych. W latach 80. XIX wieku firma stała się specjalistą w produkcji emalii, a na przełomie wieków rozpoczęła produkcję rowerów i wyrobów odlewanych pod marką Badenia.
Obecnie jest ona spółką zależną BSH Hausgeräte. W 2008 roku firma zdobyła nagrody IF Product Design Award we wszystkich kategoriach, w których była nominowana.